# 영안 (북위)
영안(永安)은 중국 북위(北魏) 효장제(孝莊帝)의 두 번째 연호이다. 528년 9월에서 530년 12월까지 2년 3개월 동안 사용하였다. 530년 9월, 효장제가 이주영(爾朱榮)을 살해하였으나, 10월에 이주영의 친족 이주세륭(爾朱世隆)이 원엽(元曄)을 옹립하고 건명(建明)으로 개원하였다. 12월에 낙양(洛陽)이 함락되어 효장제는 폐위되고 영안 연호도 폐지되었다. 이 때문에 530년 10월에서 12월까지 북위에서는 2개의 연호가 사용되었다.
같은 시기에 사용된 다른 연호로는 양(梁)에서 사용한 대통(大通 : 527년 ~ 529년), 중대통(中大通 : 529년 ~ 534년)이 있다.

## 개원
건의(建義) 원년 9월 21일(528년 10월 19일)에 영안(永安)으로 개원함.

## 연대대조표
| 영안                | 원년           | 2년                      | 3년             |
| 서력                | 528년          | 529년                    | 530년           |
| 육십간지 (六十干支) | 무신(戊申)     | 기유(己酉)               | 경술(庚戌)      |
| 원엽 (元曄)         | -              | -                        | 건명(建明) 원년 |
| 양 (梁)             | 대통(大通) 2년 | 3년 중대통 (中大通) 원년 | 2년             |

## 삭일(1일)
| 영안 원년 (528년) | 1월             | 2월             | 3월             | 4월             | 5월             | 6월             | 7월             | 8월             | 9월             | 10월            | 11월            | 12월            |                 |
| ----------------- | --------------- | --------------- | --------------- | --------------- | --------------- | --------------- | --------------- | --------------- | --------------- | --------------- | --------------- | --------------- | --------------- |
| 삭일(음력)        | 기미일 (己未日) | 기축일 (己丑日) | 무오일 (戊午日) | 무자일 (戊子日) | 정사일 (丁巳日) | 정해일 (丁亥日) | 병진일 (丙辰日) | 병술일 (丙戌日) | 을묘일 (乙卯日) | 을유일 (乙酉日) | 갑인일 (甲寅日) | 갑신일 (甲申日) |                 |
| 율리우스력        | 528년 2월 6일   | 3월 7일         | 4월 5일         | 5월 5일         | 6월 3일         | 7월 3일         | 8월 1일         | 8월 31일        | 9월 29일        | 10월 29일       | 11월 28일       | 12월 27일       |                 |
| 영안 2년 (529년)  | 1월             | 2월             | 3월             | 4월             | 5월             | 6월             | 7월             | 윤7월           | 8월             | 9월             | 10월            | 11월            | 12월            |
| 삭일(음력)        | 계축일 (癸丑日) | 계미일 (癸未日) | 임자일 (壬子日) | 임오일 (壬午日) | 임자일 (壬子日) | 신사일 (辛巳日) | 신해일 (辛亥日) | 경진일 (庚辰日) | 경술일 (庚戌日) | 기묘일 (己卯日) | 기유일 (己酉日) | 무인일 (戊寅日) | 무신일 (戊申日) |
| 율리우스력        | 529년 1월 25일  | 2월 24일        | 3월 25일        | 4월 24일        | 5월 24일        | 6월 22일        | 7월 22일        | 8월 20일        | 9월 19일        | 10월 18일       | 11월 17일       | 12월 16일       | 530년 1월 15일  |
| 영안 3년 (530년)  | 1월             | 2월             | 3월             | 4월             | 5월             | 6월             | 7월             | 8월             | 9월             | 10월            | 11월            | 12월            |                 |
| 삭일(음력)        | 정축일 (丁丑日) | 정미일 (丁未日) | 병자일 (丙子日) | 병오일 (丙午日) | 을해일 (乙亥日) | 을사일 (乙巳日) | 갑술일 (甲戌日) | 갑진일 (甲辰日) | 갑술일 (甲戌日) | 계묘일 (癸卯日) | 계유일 (癸酉日) | 임인일 (壬寅日) |                 |
| 율리우스력        | 530년 2월 13일  | 3월 15일        | 4월 13일        | 5월 13일        | 6월 11일        | 7월 11일        | 8월 9일         | 9월 8일         | 10월 8일        | 11월 6일        | 12월 6일        | 531년 1월 4일   |                 |

## 같이 보기
- 다른 왕조의 같은 연호
  - 오(吳) 영안(258년 ~ 264년)
  - 서진(西秦) 영안(304년)
  - 전량(前凉) 영안(314년 ~ 320년)
  - 북량(北凉) 영안(401년 ~ 412년)
  - 서하(西夏) 영안(1098년 ~ 1100년)

- 중국의 연호

| 이전 연호 건의(建義) | 중국의 연호 북위(北魏) | 다음 연호 건명(建明) |